# National Physical Laboratory

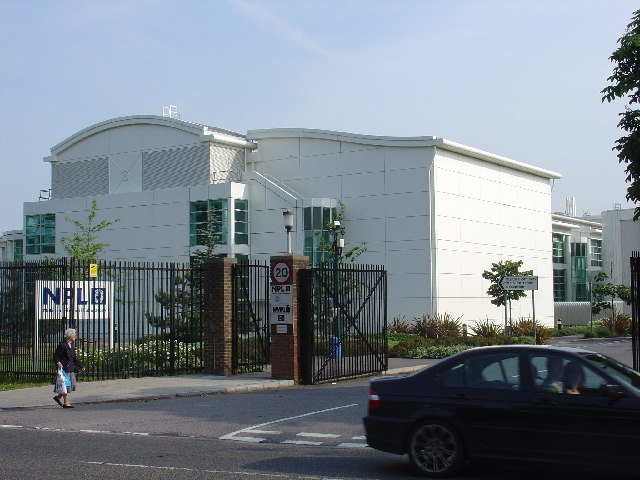
Huvudentrén vid Hampton Road i Teddington.

National Physical Laboratory, NPL, är ett brittiskt institut för forskning inom naturvetenskap och teknik som fungerar som Storbritanniens nationella metrologiska institut. Det grundades 1900 och har sitt huvudkvarter i Bushy Park, Teddington, London. Det är ett statligt publikt bolag som lyder under Department for Business, Energy and Industrial Strategy, ungefär "departementet för affärsverksamhet, energi och industriell strategi".
Vid NPL har bland annat radarn, atomuret, Alan Turings Automatic Computer Engine och paketförmedlande nätverk utvecklats.

## Historia

### Bildande[5]

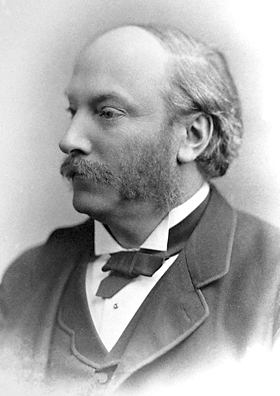
John William Strutt, Lord Rayleigh.

De första uttrycken för behovet av ett statligt naturvetenskapligt laboratorium gavs vid British Associations (BA) årsmöten 1868 (av Alexander Strange), 1871 (av Lord Kelvin) och 1891 (av Oliver Lodge). Tyska Physikalisch-Technische Bundesanstalt hade, som första nationella institut för naturvetenskap, grundats i mitten av 1880-talet och Douglas Galton, som besökt "Bundesanstalt" i juni 1895, tog åter upp frågan vid BA:s årsmöte samma år och en kommitté på 15 personer under Galtons ordförandeskap tillsattes. Denna kommitté rapporterade till årsmötet nästföljande år och rekommenderade instiftandet av ett nationellt fysikaliskt laboratorium under Royal Societys ledning och angav uppskattningar av kostnaderna för anläggande och årligt underhåll av detsamma, vilket årsmötet biföll. En delegation från BA besökte därpå premiärminister Lord Salisbury den 16 februari 1897 och lyckades övertyga den brittiska regeringen att tillsätta en undersökningskommitté under ledning av Lord Rayleigh, vilken den 6 juli 1898 rapporterade till förmån för inrättandet av laboratoriet under Royal societys kontroll, vilket godkändes av regeringen. Finansministeriet gjorde därpå upp ett avtal med Royal Society vilket fastställdes av parlamentet, som beviljade 12 000 pund för anläggandet och 4 000 pund för årliga omkostnader under en femårsperiod. Vid Royal Societys styrelsemöte 4 maj 1899 utsågs en exekutivkommitté med Rayleigh som ordförande och denna beslutade den 5 juli 1899 att rekommendera Richard Glazebrook, som på 1880-talet hade arbetat under Rayleigh på Cavendishlaboratoriet, till direktör ("director") för National Physical Laboratory från den 1 januari 1900. Detta godkändes av Royal Society och NPL hade därmed bildats.

## Direktörer[6]
Director
- Richard Glazebrook, 1900-1919[7]
- Joseph Petavel, 1919-1936[7]

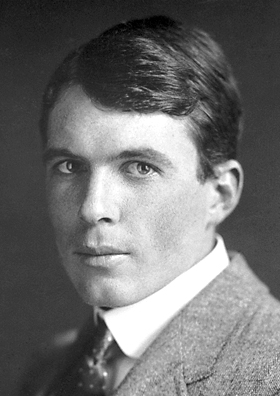
Lawrence Bragg.

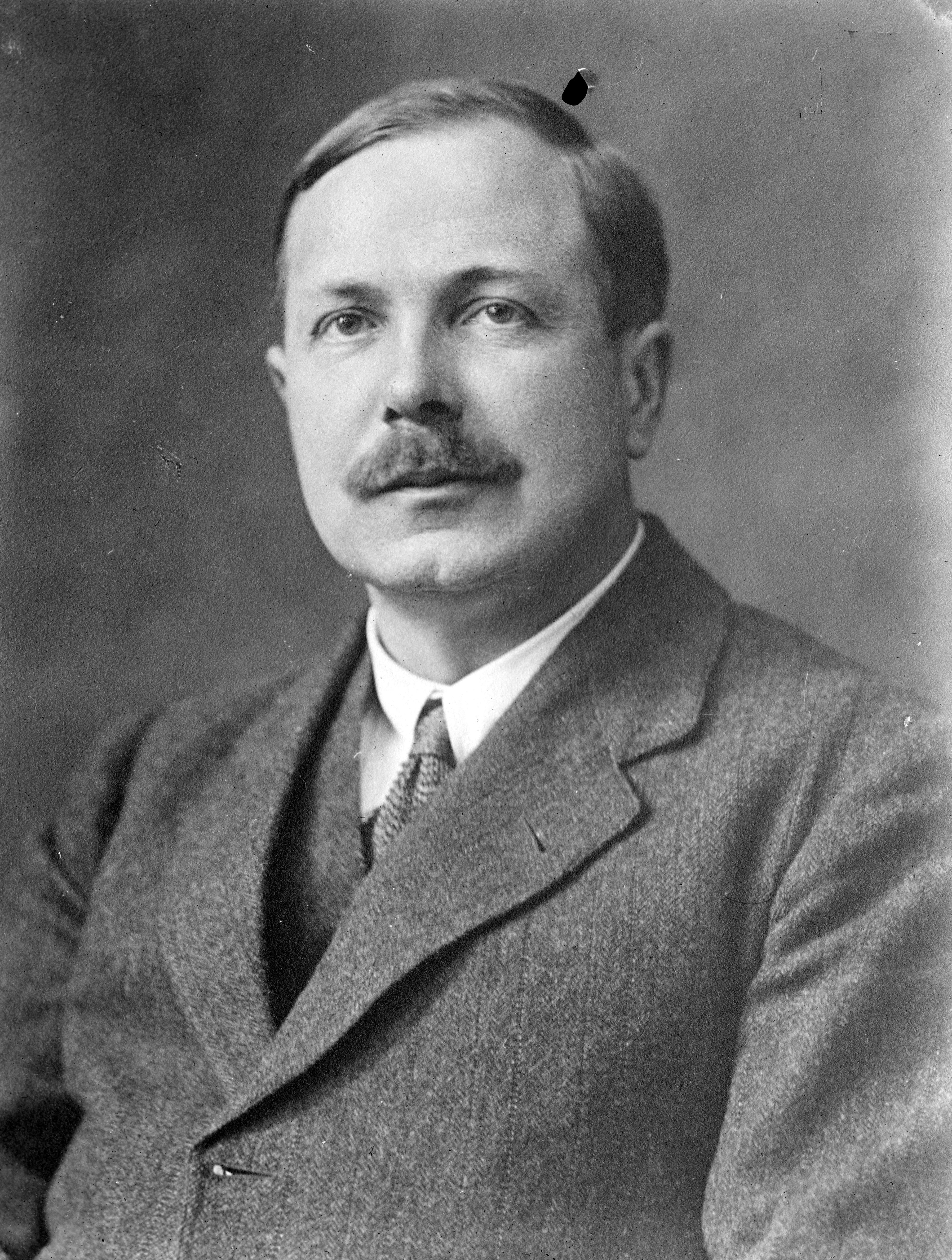
Charles G. Darwin.

- Frank Edward Smith, 1936-1937 (tillförordnad)[7]
- Lawrence Bragg, 1937-1938[7]
- Frank Edward Smith, 1938-1939 (tillförordnad)[7]
- Charles Galton Darwin, 1939-1949[7]
- Edward Victor Appleton, 1941 (tillförordnad)
- Edward Bullard, 1950-1955[7]
- Reginald Leslie Smith-Rose, 1955-1956 (tillförordnad)
- Gordon Brims Black McIvor Sutherland, 1956-1964[7]
- John Vernon Dunworth, 1964-1977
- Paul Dean, 1977-1990
- Peter Clapham, 1990-1995

Managing Director
- John Rae, 1995-2000
- Bob McGuiness, 2000-2005
- Steve McQuillan, 2005-2008
- Martyn Sené, 2008-2009 (tillförordnad)
- Brian Bowsher, 2009-2015
- Martyn Sené, 2015 (tillförordnad)

Chief Executive Officer
- Peter Thompson, 2015–[8]